# Hamburg-Rissen

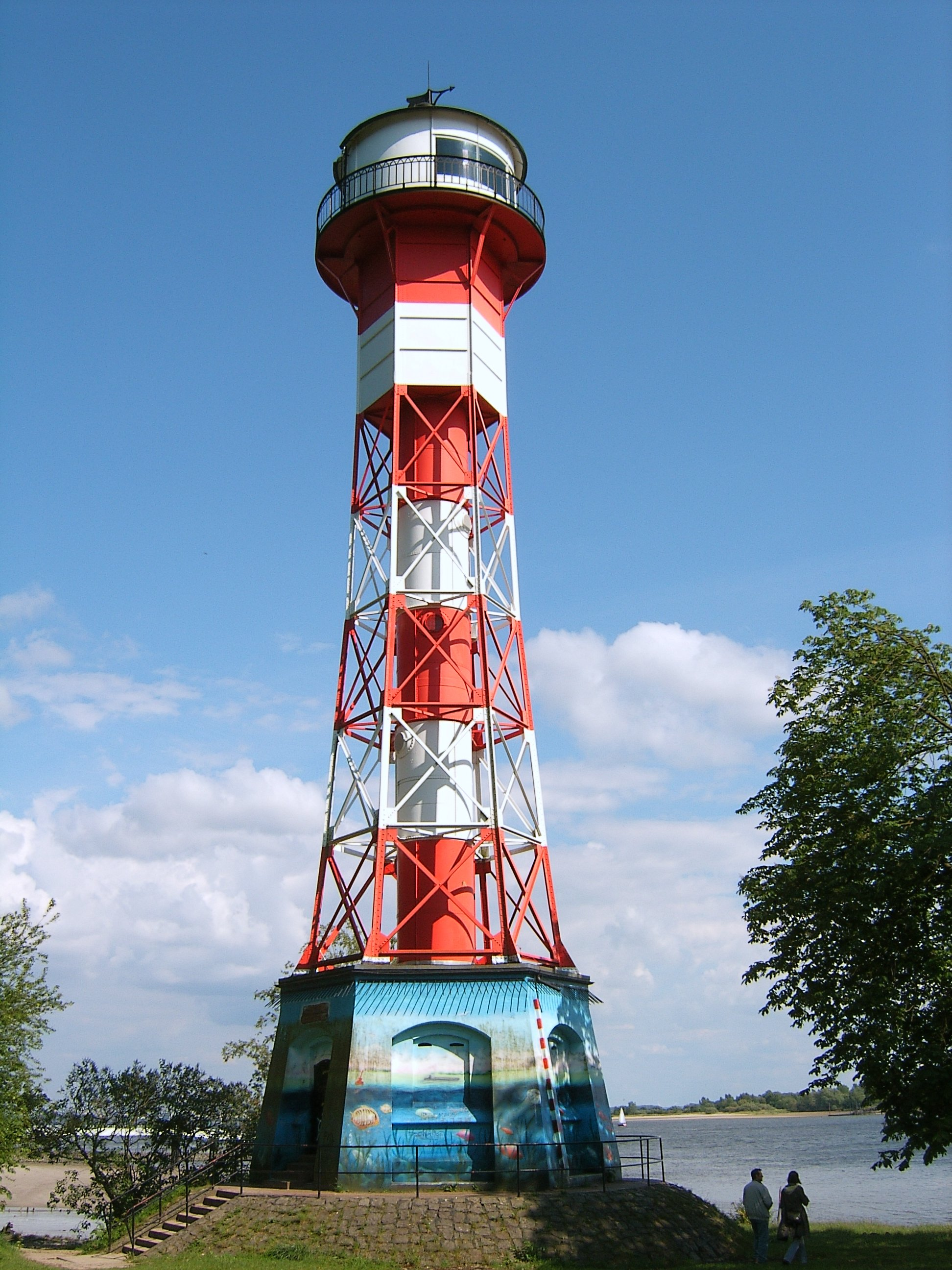
Leuchtturm Wittenbergen, Unterfeuer

Rissen ist der westlichste Stadtteil Hamburgs, wenn man von der vor der Elbmündung gelegenen Insel Neuwerk absieht. Rissen liegt im Bezirk Altona und gehört zu den Elbvororten.

## Geografie

### Nachbargemeinden und benachbarte Stadtteile
Rissen grenzt im Westen an die Stadt Wedel sowie im Norden an die Gemeinde Appen und die Städte Schenefeld und Pinneberg, alle in Schleswig-Holstein. Benachbarte Hamburger Stadtteile sind Hamburg-Sülldorf im Osten und Hamburg-Blankenese im Südosten. Im Süden Rissens liegt die Unterelbe. Auf der Elbinsel Neßsand verläuft die Grenze zu Niedersachsen und der restliche Teil der Grenze zu Schleswig-Holstein (Neßsand ist damit der einzige begehbare Ort, an dem die Länder Hamburg, Schleswig-Holstein und Niedersachsen aufeinandertreffen); jenseits dieser liegt die Gemeinde Jork. Rissen wird im Norden von der Wedeler Au durchflossen.

### Ausdehnung des Stadtteilgebiets
Der Stadtteil dehnt sich von Nord nach Süd ungefähr dreimal so lang aus wie in West-Ost-Richtung.

## Herkunft des Namens
Rissen bedeutet in etwa „Häuser im Strauch- und Buschwerk“ oder „Häuser im Birkenwald“. Die Vegetation des früheren Moorgebietes bestand aus „Ried“ (= Schilfgras) und „Ries“ (= Strauch- und Buschwerk), die vermutlich für den Namen Pate standen. 
Die Endung „sen“ entspricht dem alten „husen“ des siebten bis neunten Jahrhunderts.

## Geschichte
Rissen wurde erstmals am 29. April 1255 als „Risne“ urkundlich erwähnt. Es gehörte jahrhundertelang zur schauenburgischen Grafschaft Holstein-Pinneberg und somit ab 1640 zum Herzogtum Holstein, das seit 1460 in Personalunion von den dänischen Königen regiert wurde. Somit fiel auch Rissen nach dem Deutsch-Dänischen Krieg 1864 an Österreich, wurde aber mit dem Ende des Österreichisch-Preußischen Krieges 1866 preußisch.
Rissen wurde 1876 mit circa 300 Einwohnern selbstständige Gemeinde. Im Jahre 1927 (Groß-Altona-Gesetz) wurde Rissen mit mittlerweile circa 2.000 Einwohnern in die preußische Stadt Altona/Elbe eingemeindet und fiel mit dieser 1938 als Vorort an Hamburg.

Wedeler Landstraße 31 in Rissen (1900)

Bis 1835 wurde durch die Kaufmannsfamilie Godeffroy 3.300 Morgen Land erworben und aufgeforstet. Dadurch verwandelte sich die Moor-, Heide- und Sandlandschaft langsam in einen Wald. Zu dieser Zeit waren in Rissen nur wenige Bauern ansässig. Nachdem es 1866 an Preußen gefallen war, wuchs die Einwohnerzahl stetig an. Um 1900 hatte es bereits circa 1.000 und um 1945 circa 6.000 Bewohner. Dies war 1949 ausschlaggebend für den Bau der Wohnviertel wie zum Beispiel des Mechelnbusches, wodurch die Bevölkerung erstmals auf circa 9.000 anwuchs. In den 1960er Jahren entstanden weitere Wohnsiedlungen wie der Niflandring und Nagelshof.
Am 3. März 1943 wurde das damals dünn besiedelte Rissen bombardiert als britische Bomber aufgrund von Markierungsfehlern den Hamburger Stadtbereich verfehlten.
Charakteristisch für Rissen ist heute das Überwiegen einer offenen Einzelhausbebauung auf teilweise sehr großen, parkähnlichen Grundstücken; Geschosswohnungsbau (bis zu acht Stockwerken) ist lediglich am Niflandring, im Grete-Nevermann-Weg, dem Nagelshof und vereinzelt im Tinsdaler Heideweg sowie an der Wedeler Landstraße zu finden. Im Jahr 2022 betrug die Bevölkerungsdichte 985 Einwohner je km², was bedeutet, dass 2022 16.397 Menschen in Rissen lebten.

## Statistik
(Quelle: )
- Anteil der unter 18-Jährigen: 19,3 % (Hamburger Durchschnitt: 16,8 % (Dezember 2023))
- Anteil der über 64-Jährigen: 28,1 % (Hamburger Durchschnitt: 17,8 % (Dezember 2023))
- Ausländeranteil: 12,8 % (Hamburger Durchschnitt: 20,7 % (Dezember 2023))
- Arbeitslosenquote: 4,7 % (Hamburger Durchschnitt: 6,2 % (Dezember 2023))

Rissen zählt zu den reichsten Stadtteilen Hamburgs. Das durchschnittliche Einkommen betrug im Jahr 2020 hier 71.430 Euro, der Hamburger Gesamtdurchschnitt lag bei 48.035 Euro. 

## Religionen
Im Ort befindet sich die Kirche der evangelisch-lutherischen Johannes-Kirchengemeinde, die seit dem 15. März 1936 ihre Mitglieder im Raalandsweg empfängt. Die Junge Gemeinde Rissen betreibt seit 1993 ein Jugendcafé namens T-House.
Die römisch-katholische Kirchengemeinde Maria Grün in Blankenese, zu deren pastoralem Raum Rissen gehört, unterhielt am Herwigredder 8 eine Kapelle mit regelmäßigen Gottesdiensten, die 2005 abgerissen wurde. Gottesdienste fanden danach unregelmäßig im nahegelegenen Wohnstift der Gemeinde am Raalandsweg 19 statt.

## Politik
Für die Wahl zur Bürgerschaft gehört Rissen zum Wahlkreis Blankenese.
Bei den Bürgerschaftswahlen 2025 kam es in Rissen zu folgendem Ergebnis (Landesstimmen):
|                        | SPD    | CDU    | Grüne 1) | Linke 2) | AfD    | FDP    | Übrige    |
| Bürgerschaftswahl 2025 | 34,2 % | 29,6 % | 16,5 %   | 05,6 %   | 05,1 % | 04,1 % | 04,9 %    |
| Bürgerschaftswahl 2020 | 38,9 % | 15,0 % | 23,1 %   | 05,8 %   | 04,5 % | 08,2 % | 04,5 %    |
| Bürgerschaftswahl 2015 | 43,6 % | 18,9 % | 10,6 %   | 04,9 %   | 05,9 % | 13,7 % | 02,4 %    |
| Bürgerschaftswahl 2011 | 44,5 % | 25,7 % | 08,5 %   | 03,2 %   | –      | 13,3 % | 04,8 %    |
| Bürgerschaftswahl 2008 | 25,5 % | 53,2 % | 08,5 %   | 03,7 %   | –      | 07,4 % | 01,7 %    |
| Bürgerschaftswahl 2004 | 24,4 % | 57,3 % | 09,6 %   | –        | –      | 04,6 % | 04,1 %    |
| Bürgerschaftswahl 2001 | 30,4 % | 33,9 % | 07,8 %   | –        | –      | 10,1 % | 17,6 % 3) |

Bei Bezirksversammlungswahlen gehört der Stadtteil zum Wahlkreis Blankenese / Rissen / Sülldorf.
Für die Bundestagswahl gehört Rissen zum Wahlkreis Hamburg-Altona. Die Bundestagswahl 2025 führte zu folgendem Ergebnis:
- CDU 32,7 % (+7,5)
- SPD 21,4 % (−5,0)
- Grüne 19,3 % (−2,3)
- Linke 7,5 % (+3,9)
- AfD 7,3 % (+3,7)
- FDP 7,0 % (−8,1)
- Übrige 4,8 % (+0,4)

## Kultur und Sehenswürdigkeiten

### Bauwerke

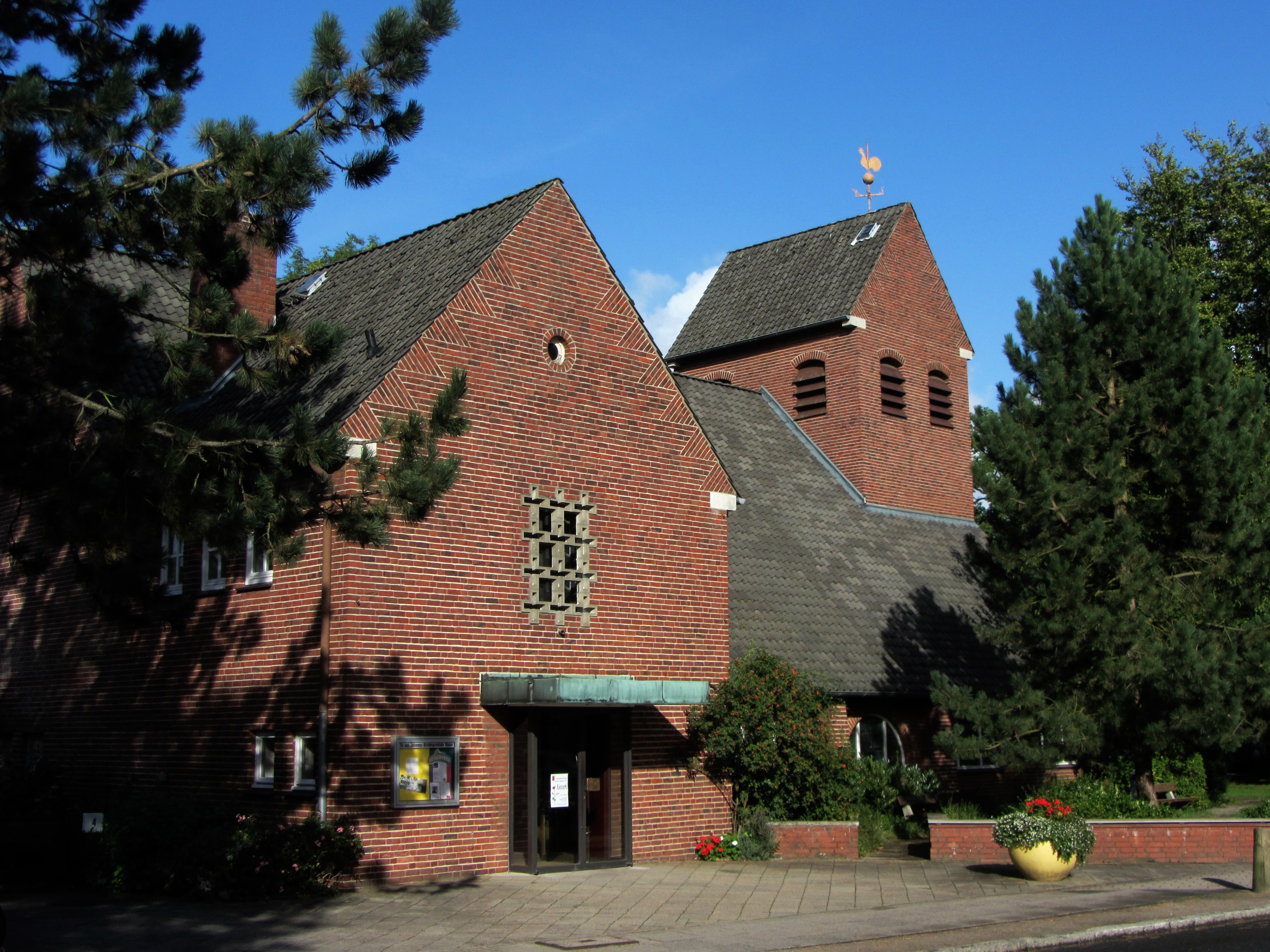
Johanneskirche

Der Leuchtturm Wittenbergen befindet sich direkt am rechten Elbufer gegenüber der Elbinsel Neßsand. Der Leuchtturm steht am unteren Elbhang in der Nähe des Falkensteiner Ufers. Der Leuchtturm wurde 1899 in Betrieb genommen und ist auch heute noch das Wahrzeichen von Rissen. Das Bauwerk ist etwa 30 Meter hoch und dient zusammen mit dem Leuchtturm Tinsdal ausfahrenden Schiffen als Richtfeuer zur Ansteuerung der Fahrwassermitte aus dem Hamburger Hafen in Richtung Nordsee.
Zu den denkmalgeschützten Gebäuden des Stadtteils gehören die Johanneskirche in der Rissener Dorfstraße, die Siedlung Mechelnbusch aus den späten 1940er-Jahren sowie neun Privathäuser (siehe Liste der Kulturdenkmäler).

### Theater
Die Volksspielbühne Rissen von 1955 e. V. führt jährlich drei bis vier Stücke auf, die bis auf das Weihnachtsmärchen für Kinder in niederdeutscher Sprache inszeniert werden. Spielort ist die Aula der Schule Iserbarg. Die Volksspielbühne hat eine Kinder- und eine Jugendgruppe. Zum Geburtstag von Rissen (750 Jahre) spielte das Theater ein Stück über die Geschichte des Dorfes.

### Musik und Unterhaltung
In der Straße Am Rissener Bahnhof befand sich über 30 Jahre lang eine Diskothek, die unter den Namen Drop-In, El Greco und Concorde bekannt war. Zuletzt firmierte sie lange Jahre unter dem Namen Bronx und zog wegen ihrer guten Erreichbarkeit Jugendliche aus den gesamten westlichen Stadtteilen an. Am 18. September 1999 wurde sie geschlossen, als Begründung wurden u. a. Lärmschutzgründe genannt. Zuvor befand sich in dem um 1900 erbauten Gebäude der Rissener Hof. In den 1950er-Jahren gab es hier auch ein Kino namens Elektra beziehungsweise Rissen Lichtspiele, zuvor auch Rissener Lichtspiele. Es verfügte über 330 Plätze.

### Parks
Schöns Park ist ein Waldstück, das nördlich des S-Bahnhofs Rissen gelegen ist. Der Sven-Simon-Park befindet sich überwiegend im Gebiet des Stadtteils Blankenese und grenzt an das Naturschutzgebiet Wittenbergen.

### Naturdenkmäler
Rissen gilt dank seiner Naturschutzgebiete als „Grüne Oase“ Hamburgs. Den nördlichen Teil Rissens bildet das Waldgebiet Klövensteen, es gibt dort ein Wildgehege und Moorflächen des Naturschutzgebietes Schnaakenmoor. Oberhalb des Geesthangs zur Elbe liegt die Tinsdaler Heide.
Ebenfalls an der Elbe gelegen befindet sich das Naturschutzgebiet Wittenbergen, das aus Heidelandschaft sowie einem nicht mehr genutzten Krattwald und den Elbwiesen besteht.
Im östlichen Teil Rissens befindet sich das Landschaftsschutzgebiet Waldpark Marienhöhe, begrenzt von der Sülldorfer Landstraße, dem Sülldorfer Brooksweg und der Rissener Landstraße. In dem Gebiet befand sich vor der Renaturierung eine Kiesgrube, die von der Firma Dörner bis zum Ende der 1970er Jahre betrieben wurde und als Rissener Kiesgrube oder auch Rissener Kuhle bekannt ist.

### Sport
Ortsansässig ist der Rissener Sportverein von 1949 e. V. (RSV). Der Verein bot von Beginn an mit sieben Sportarten mannigfaltige Möglichkeiten der sportlichen Betätigung. Heutzutage werden unter anderem folgende Sportarten angeboten: Fußball, Leichtathletik, Tennis und Hockey.
Der Golfplatz des Hamburger Golf-Club e. V. im Osten des Ortes gehörte über Jahre zu den besten in Europa. Der Hamburger Golf-Club e. V. war 1907 Gründungsmitglied des Deutschen Golf Verbandes.

### Sonstige Freizeitangebote
In der Rissener Kiesgrube befindet sich ein Freizeitpark für Kinder. Unweit dessen ist das Jugendzentrum Rissen ansässig.

## Wirtschaft und Infrastruktur

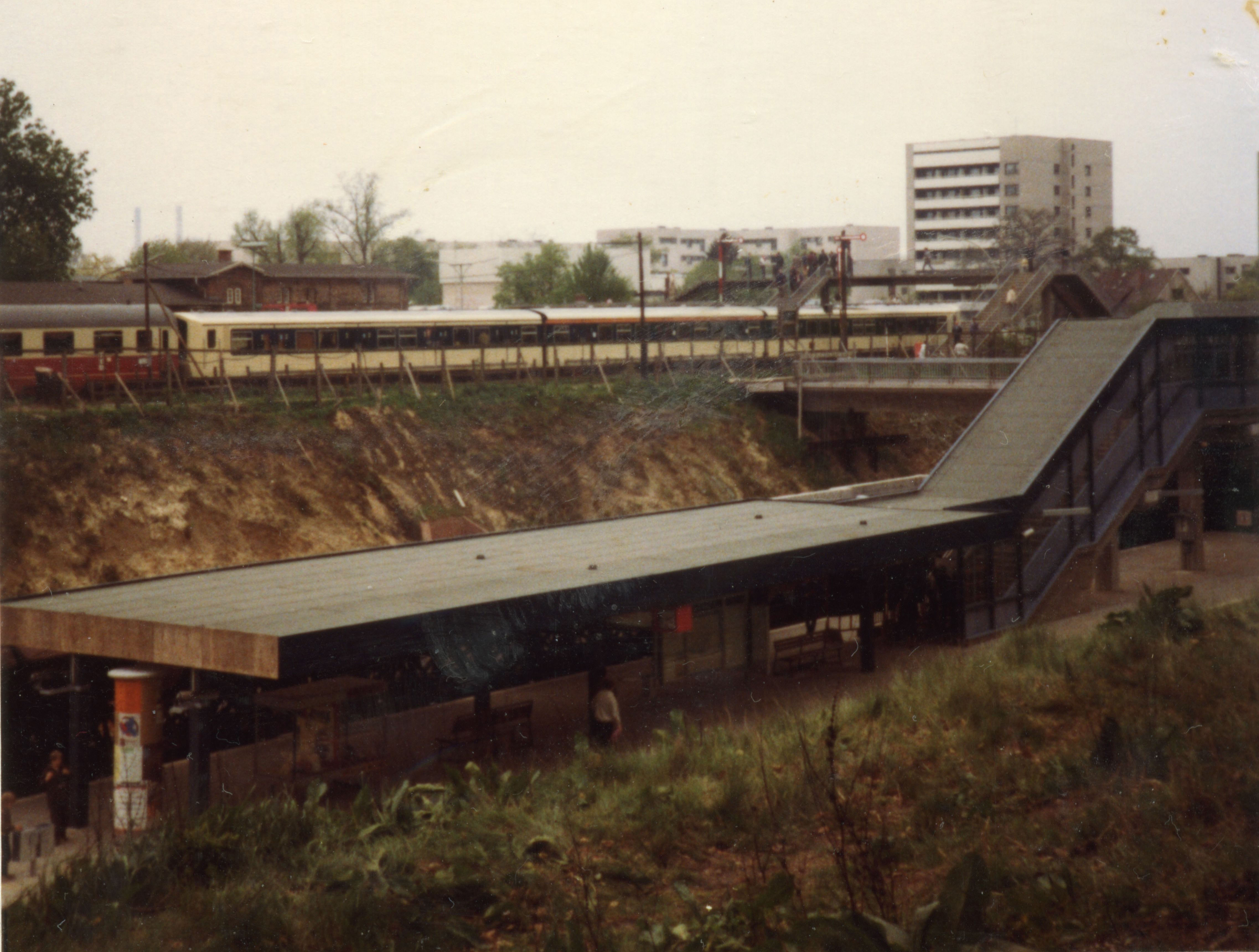
Der Rissener Bahnhof im Mai 1983, am Tag der Einweihungsfeier des neuen Bahnhofs in Tieflage. Die neue B 431 ist noch nicht gebaut, im Hintergrund ist an deren Stelle noch der alte Rissener Bahnhof zu sehen.

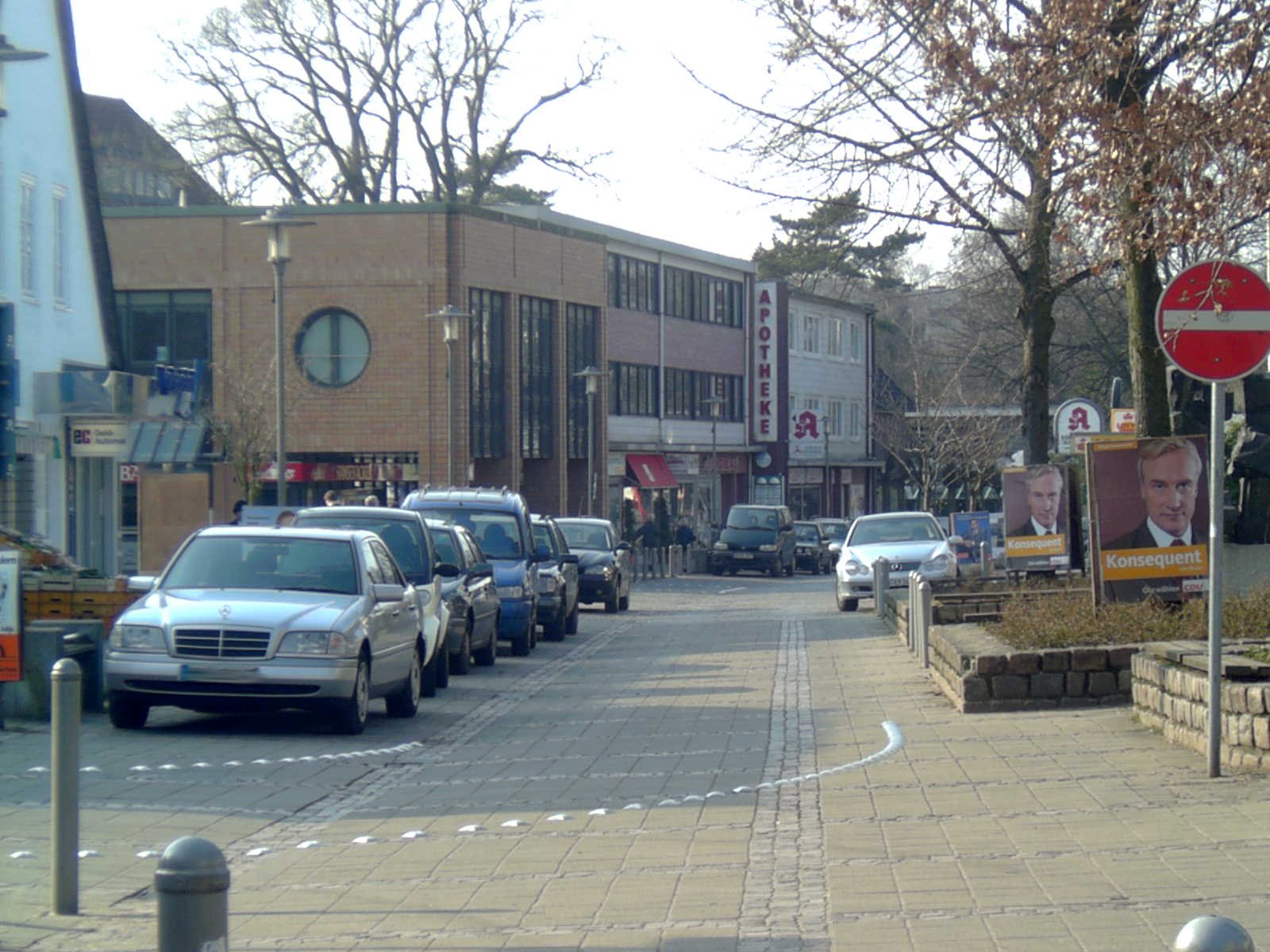
Die Wedeler Landstraße, vor dem Bau der B 431 eine Durchgangsstraße, heute verkehrsberuhigte Einkaufsstraße

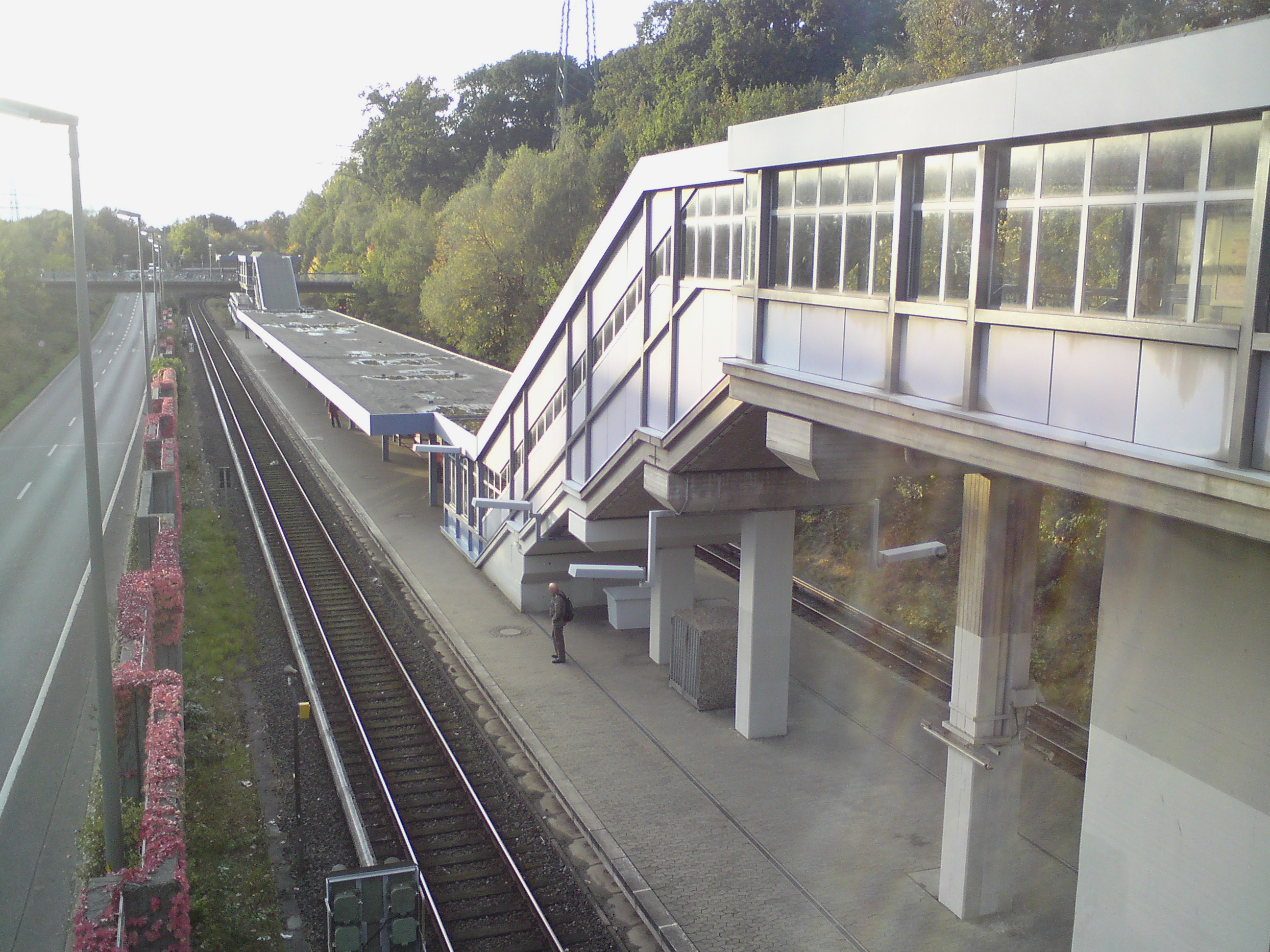
Der S-Bahnhof in Rissen 2009, links zwei der vier Fahrspuren der B 431

### Verkehr
Die Bundesstraße 431 wurde im Bereich von Rissen bis November 1985 zu einer Kraftfahrstraße ausgebaut, die in einem tiefen Einschnitt den Stadtteil von West nach Ost durchschneidet, wobei sie den Rissener Ortskern nördlich umgeht. Das Teilstück der B 431, das eigentlich zur Sülldorfer Landstraße gehört, ist seitdem als Rissener Canyon bekannt. Dort verläuft auch die S-Bahnstrecke von Wedel (Schleswig-Holstein) nach Blankenese (Linie S1), die in Rissen seit 1883 einen Bahnhof hat. Dieser wurde im Einschnitt bis 1983 neu gebaut, woraufhin der alte Bahnhof für den Bau der Bundesstraße weichen musste.
Frühere Planungen, die Schnellstraße in Richtung Westen bis zur Stadtgrenze zu erweitern und die B 431 in den Bereich der Brünschenwiesen zu verlegen (sogenannte Brünschentrasse), haben realistisch betrachtet kaum noch Chancen auf eine Realisierung. Die Brünschentrasse ist im Bundesverkehrswegeplan 2030 nicht enthalten. Da die Brünschentrasse nicht im Bundesverkehrswegeplan aufgeführt ist, wird sie nicht als vordringlicher Bedarf für den Bundesfernstraßenausbau angesehen. Das bedeutet, dass es keine unmittelbaren Planungen für einen Ausbau oder eine Erweiterung gibt und keine Bundesmittel dafür bereitgestellt werden.

### Öffentliche Einrichtungen

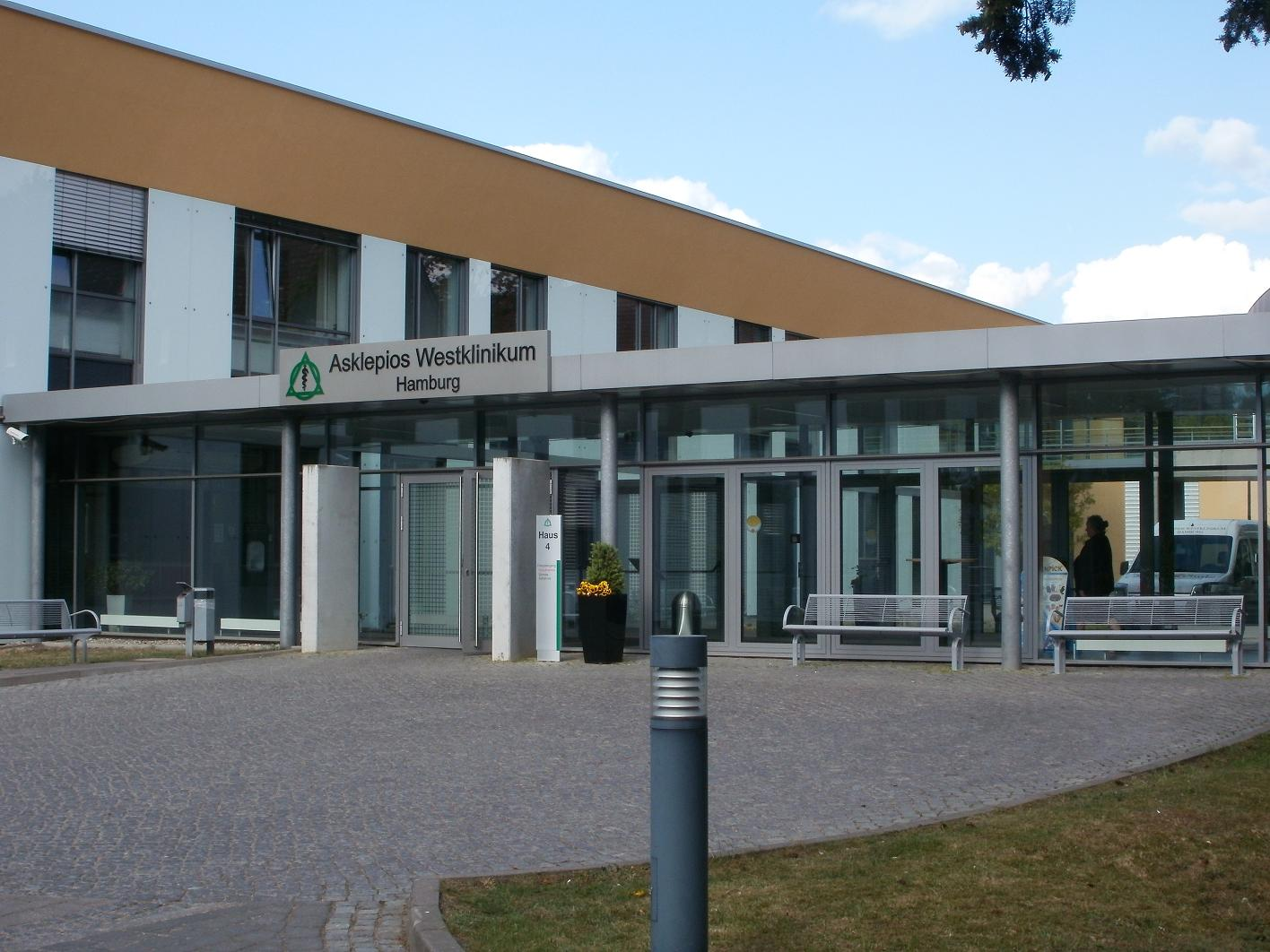
Asklepios-Westklinikum-Hamburg

In der Wedeler Landstraße befindet sich die Hamburger Dienststelle der Bundesanstalt für Wasserbau.
Das Asklepios Westklinikum Hamburg, das frühere Allgemeine Krankenhaus Rissen (AKR), befindet sich in Nähe der S-Bahn-Linie. Es ist ein akademisches Lehrkrankenhaus der Universität und besitzt Abteilungen für Chirurgie, Innere Medizin, Psychiatrie und Psychotherapie. 2001 wurde der Betrieb an die Asklepios Kliniken verkauft. Vorher war das Haus zuletzt als Deutsches-Rotes-Kreuz- und Freimaurer-Krankenhaus Hamburg-Rissen bekannt.
Rissen besitzt eine Freiwillige Feuerwehr, welche im Jahr 1893 gegründet wurde. Seit 2007 existiert die Rettungswache Rissen, welche eine Außenstelle der Feuer- und Rettungswache Osdorf darstellt und ständig mit einem Rettungswagen besetzt ist.
Im Ortszentrum gibt es eine Außenstelle des Osdorfer Polizeikommissariats 26.
Die Stiftung Kinder-Hospiz Sternenbrücke betreibt an der Rüdigerau ein Kinderhospiz.

### Bildung
Es gibt vier Schulen: das Gymnasium Rissen und die Stadtteilschule Rissen auf einem gemeinsamen Gelände und die Grundschulen Iserbarg und Marschweg.
An der Rissener Landstraße befindet sich das 1954 gegründete Fortbildungsinstitut Haus Rissen.

### Ansässige Unternehmen
Größter Arbeitgeber ist das Asklepios Westklinikum Hamburg. Weitere größere Arbeitgeber in Rissen mit etwa 20 bis 50 Beschäftigten sind das Alten- und Pflegeheim Haus Wittenbergen, die Interwega international – Gesellschaft für Debitorenmanagement, die Gesellschaft für Politik und Wirtschaft e. V., die Haus Rissen Services sowie die Pony-Waldschänke.
Im Stadtteil befinden sich ungefähr 110 Geschäfte und Läden, die überwiegend in dem gewachsenen örtlichen Zentrum längs der Wedeler Landstraße ansässig sind.
Bis 2017 hatte die Berendsohn AG ihre Firmenzentrale in Hamburg-Rissen. Nach über 30 Jahren wurde diese nach Hamburg-Bahrenfeld verlegt.

## Persönlichkeiten
- Hans Albers (1891–1960), Schauspieler und Sänger, wohnte lange Zeit in Rissen (im Melkerstieg).
- Carl Bianga (1930–2015), Grafiker, Pop-Art-Künstler, wohnte lange Zeit in Rissen[14]
- Dirk Bielefeldt (* 1957), Kabarettist, bekannt durch seine Rolle als Polizist „Herr Holm“.
- Birgit Breuel (* 1937), Politikerin, ehemalige Präsidentin der Treuhandanstalt und Generalkommissarin der Expo 2000, geboren in Rissen.
- Marta Damkowski (1911–1979), Politikerin, Widerstandskämpferin, SPD-Bürgerschaftsabgeordnete, Achter de Höf 16, (Wohnadresse in Rissen), Namensgeberin für Marta-Damkowski-Kehre.[15]
- Rolf H. Dittmeyer (1921–2009), Unternehmer, lebte bis zu seinem Tod in Rissen.
- Lisa Dräger (1920–2015), Mäzenin Lübecks, Trägerin der Bene-Merenti-Auszeichnung, geboren in Rissen.
- Olga Essig (1884–1965), Berufsschul-Pädagogin, Frauenrechtlerin, Gehlenkamp 9 (Wohnadresse in Rissen).[15]
- Ferry Gebhardt (1909–1989), Konzertpianist, Bruder von Rio Gebhardt, lebte in Hamburg-Rissen
- Konstanty Gutschow (1902–1978), Architekt, Landhaus Gutschow (Kulturdenkmal Nr. 16707), 1939, Gudrunstraße[16]
- Hwang Hee-chan (* 1996), südkoreanischer Fußballspieler, lebt in Rissen.[17]
- Günter Kalbaum (1920–2010), Manager und von 1975 bis 1985 Vorstandsvorsitzender der Hamburg-Mannheimer Versicherungs AG, wohnte in Hamburg-Rissen[18]
- Harriet Keller-Wossidlo (* 1948), deutsch-schweizerische Fachärztin
- Annegret Krischok (* 1955), Politikerin, seit 12. März 2008 Mitglied der Hamburgischen Bürgerschaft,[19] 1991 bis 1994 sowie 1996 bis 2008 Vorsitzende der SPD Rissen-Sülldorf.
- Nanette Lehmann (1920–1999), Künstlerin, lebte und arbeitete bis zu ihrem Tod in Rissen, im Siegrunweg 18
- Erika Lorenz (1923–2003), Romanistin und Hispanistin, Flerrentwiete 97 (Wohnadresse in Rissen).[15]
- Herwig Mitteregger (* 1953), Schlagzeuger, Sänger, Komponist und Produzent, wohnt in Rissen.[20][21]
- Heiko Michael Möller (* 1972), Chemiker und Hochschullehrer, besuchte zwischen 1979 und 1992 die Grundschule Iserbarg und das Gymnasium Rissen[22]
- Sky du Mont (* 1947), Schauspieler, wohnt in Rissen.
- Rolf Nagel (* 1929), Schauspieler, ehemaliger Leiter der Schauspielschule, wohnt in Rissen.
- Karl August Ohrt (1902–1993), Bildhauer und Maler, hatte ab den 1960er Jahren sein Atelier und Wohnhaus in der Straße Am Leuchtturm
- Ulrich Reinhardt (* 1970), deutscher Zukunftswissenschaftler, wohnt in Rissen
- Richard Samson (1885–1945), Bankier und Kunstsammler, bewohnte das Haus Moorfred, Auenweg 34 (heute Rüdigerau)[23]
- Jana Schiedek (* 1974), Politikerin, besuchte zwischen 1980 und 1994 die Grundschule Iserbarg und das Gymnasium Rissen
- Julius Schindler (1878–1941), Gründer der Oelwerke Julius Schindler und der Tankschiff-Reederei Julius Schindler, 1926 bis 1931 Villa Tannenhof in Rissen[24]
- Herbert Spangenberg (1907–1984), Maler, lebte bis zu seinem Tod in Rissen, bei seiner Lebenspartnerin Nanette Lehmann im Siegrunweg 18
- Katja Suding (* 1975), Politikerin, wohnte in Rissen.[25]
- Wilhelm Timmermann (1902–1979), Jurist und Kommunalpolitiker (NSDAP), von 1937 bis 1940 Oberbürgermeister der Stadt Schwerin
- Johanna Wolff (1858–1943), deutsche Schriftstellerin, wohnte längere Zeit in Rissen, ursprünglich Landhaus Wolff,[26] später umbenannt in Haus Moorfred.[27]